# Mon royaume pour un cheval (film)
Pour plus de détails, voir Fiche technique et Distribution.
Mon royaume pour un cheval est un documentaire français réalisé par Serge Bourguignon et sorti en 1978.

## Fiche technique
- Titre : Mon royaume pour un cheval
- Réalisation : Serge Bourguignon
- Scénario : Serge Bourguignon
- Production : Alexia Films
- Pays :  France
- Genre : documentaire
- Durée : 94 minutes
- Date de sortie : France - 11 octobre 1978